# Kultura Izraela

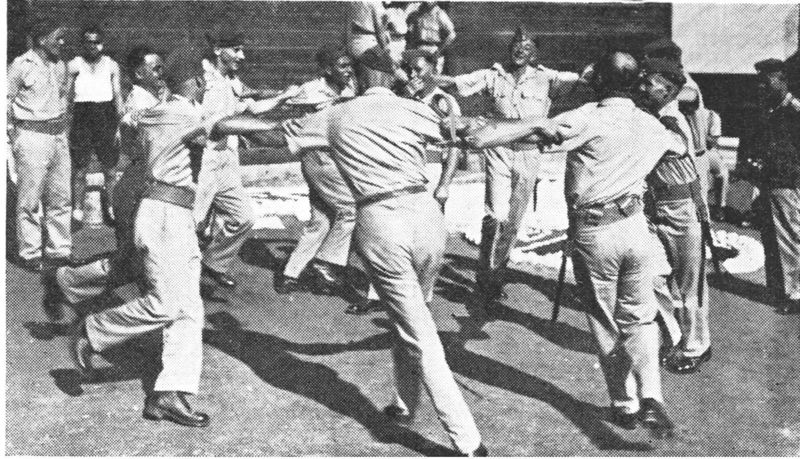
Taniec Hora

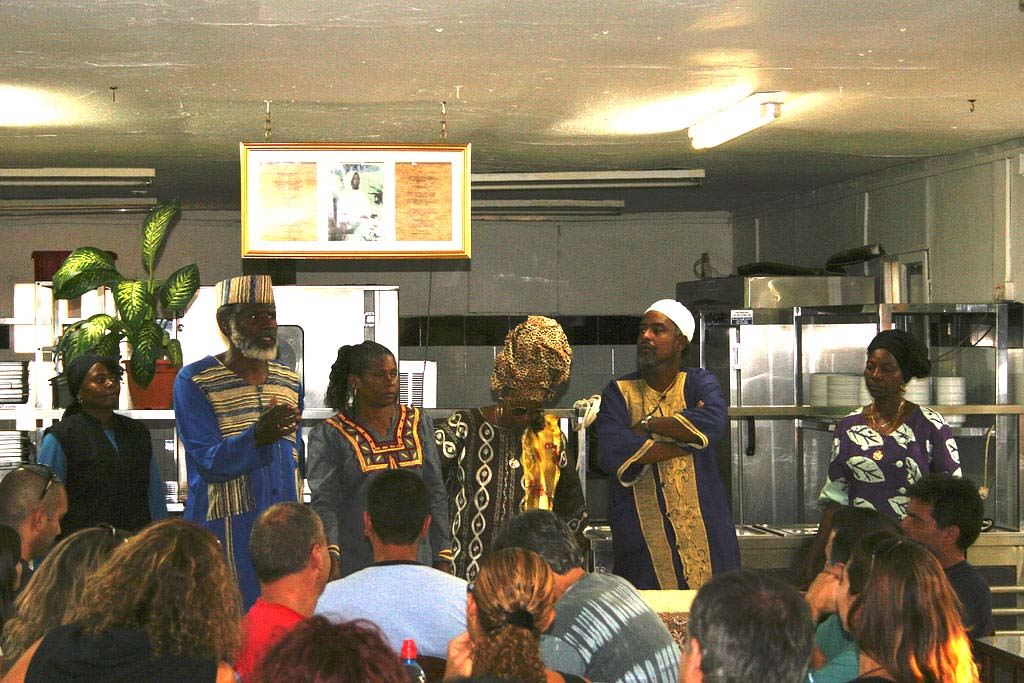
Felaszowie – czarni Żydzi w Izraelu

Kultura Izraela rozwijała się dużo wcześniej niż nastąpiło powstanie państwa Izrael i jest nierozerwalnie związana z religijnym dziedzictwem judaizmu oraz świeckim życiem Żydów. Różnorodność kulturowa w znacznej mierze wynika z mnogości kultur państw całego świata, z których wywodzili się żydowscy imigranci przyjeżdżający do Ziemi Świętej, a także z położenia geograficznego powodującego przenikanie kulturowe Zachodu ze światem arabskim. Również ideologia ruchu syjonistycznego odegrała decydującą rolę w kształtowaniu współczesnej kultury Izraela.

## Wprowadzenie
Wpływy kultur Zachodu i Wschodu

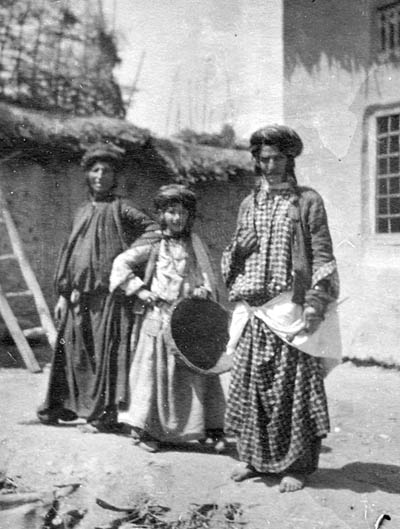
Żydzi z północnego Iraku (1905)

Proces rozwoju i kształtowania się kultury Izraela jest powiązany z osadnictwem żydowskim w Palestynie. W pierwszym okresie osadnictwa decydującą rolę odgrywała kultura wywodząca się z małych żydowskich miasteczek Sztetl w Europy Środkowo-Wschodniej i Europy Wschodniej.
W następnych latach wpływ wywarły kultury Francji i Niemiec, które zyskały dużą popularność wśród osadników dzięki pomocy finansowej francuskiego filantropa barona Edmonda Jamesa de Rothschild.
Podobnie – efekt wywarła kultura Rosji, tak w poezji, muzyce, jak i w teatrze czego przykładem są tacy poeci jak Rachel Bluwstein, Natan Alterman, Lea Goldberg i Aleksander Penn; aktorzy tacy jak Hanna Rovina, albo Szymon Finkel; i muzycy tacy jak Sasza Argov. „Teatr Habima”, który został pierwotnie założony w Rosji, wyemigrował do Izraela i do tej pory propaguje na całym świecie kulturę rosyjską i żydowską.
Dalszy rozwój kultury
Rozwój „autentycznej” kultury Izraela datuje się od około 1930 roku, gdy zaczęli rodzić się pierwsi potomkowie pierwszych osadników w Palestynie. Najsilniejszy wpływ wywierała na nich arabska kultura Palestyny, w szczególności folklor. Szczególny wyraz znalazło to w muzyce, która przyjęła wiele wschodnich elementów.
W kulturze Izraela zauważyć można również spuściznę lat istnienia Brytyjskiego Mandatu Palestyny. Elementy brytyjskiej kultury przeniknęły do zwyczajów bogatego mieszczaństwa Izraela. Równie dużą rolę odegrali niemieccy imigranci. Wyraźnym dowodem na to są liczne domy Tel Awiwu, zainspirowane ruchem Bauhaus i wzorowane na głównych alejach Berlina.
W pierwszych latach istnienia państwa Izrael powstała współczesna poezja i literatura hebrajska, której przedstawicielami byli Natan Alterman, Abraham Szlonski i Lea Goldberg oraz Samuel Agnon. Z poetów należy wymienić Jehuda Amichaja, Natana Zacha i Dawida Awidana. Najsłynniejszymi pisarzami byli Mosze Szamir, Aharon Megged, Amos Oz, Awraham B. Jehoszua, Meir Szalew i wielu innych.
Po 1948 do Izraela przyjechało wielu nowych imigrantów z całego świata – m.in. z Wielkiej Brytanii, Francji i Stanów Zjednoczonych. Dominujące efekty tego wpływu zaczęły się pojawiać po 1970. Teatr zaczął odchodzić od wzorców rosyjskich, zmierzając ku europejskiej szkole Bertolta Brechta.
W muzyce nastąpiły jeszcze większe zmiany – pojawiły się wpływy brytyjskie (w szczególności The Beatles) i greckie, które przenikały się z wpływami rosyjskimi i arabskimi.
Stan izraelskiej kultury obecnie
W ostatnich latach rząd Izraela w coraz mniejszym stopniu finansuje kulturę – obecnie stopień finansowania jest niższy niż średnia w państwach zachodnich. Pomimo to państwo nadal wspiera działalność Filharmonii Izraela, która występuje z koncertami na całym świecie, dając także występy w izraelskim radiu i telewizji. Lokalne władze samorządowe wspierają istnienie wielu małych orkiestr, których muzycy najczęściej są imigrantami z dawnego ZSRR.

### Izrael pod wpływem kultury Zachodu
Zmiana nastąpiła wraz z uruchomieniem w 1993 pierwszego prywatnego kanału telewizyjnego „Channel 2”. Rozwój gospodarczy kraju był połączony ze wzrostem dobrobytu mieszkańców i coraz większym zapotrzebowaniem na kulturę. Izraelska telewizja od samego początku swojego istnienia była zdominowana przez amerykańskie i brytyjskie produkcje filmowe, które wywierały duży wpływ na świadomość kulturalną Izraelczyków.

### Miejsca rozwoju kultury Izraela

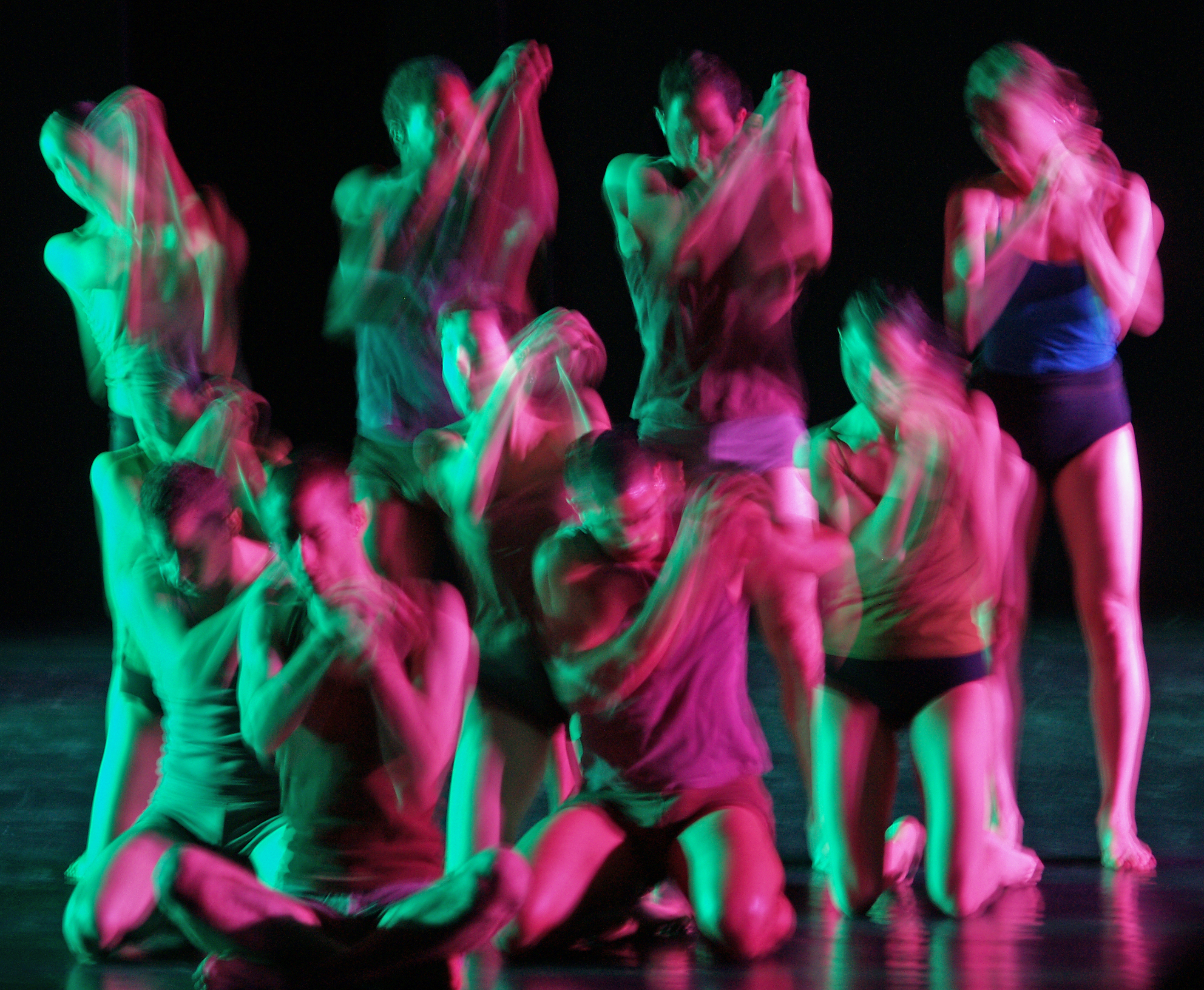
Batsheva Dance Company w Tel Awiwie – 2007 r.

Znacząca część świeckich stowarzyszeń kulturalnych jest usytuowana w rejonie Tel Awiwu, pomimo że większość z oficjalnych państwowych placówek kulturalnych jest usytuowana w Jerozolimie. Kolonie artystów istnieją w Safedzie, Jafie i Ein Hod. W większości miast działają popularne galerie sztuki i muzea.

## Kultura Izraela

### Literatura i prasa
Choć odrodzenie literatury hebrajskiej nastąpiło dopiero w połowie XIX wieku, to opisując tę dziedzinę kultury Izraela należy wspomnieć o starohebrajskich tekstach pisanych, powstających od II tysiąclecia przed narodzinami Chrystusa. To przede wszystkim, składające się z 24 ksiąg, Pismo Święte (Tanach), którego część stanowi Pięcioksiąg Mojżeszowy (Tora), spisywany na zwoju chowanym w tzw. aron ha-kodesz – ozdobionym ornamentami pudle. Według tradycji Tory nie można dotykać rękoma, toteż w trakcie publicznego czytania rabin lub też bar micwa („syn przykazania”) czy bat micwa („córka przykazania”) posługują się wskaźnikiem zwanym jad („ręka”). Literatura hebrajska – szczególnie rabiniczna – rozwijała się także po wygnaniu Żydów z Ziemi Świętej, w II i III wieku naszej ery. Zachowane na terenie Galilei akademie żydowskie zajmowały się wówczas spisywaniem ustnie dotychczas przekazywanych praw i ich interpretacji, które – zebrane – utworzyły opierające się na religii Prawo żydowskie (Talmud). Talmud to jeden z tzw. midraszy – ksiąg literatury rabinicznej (drugą z nich jest Miszna).
Literatura hebrajska rozwijała się przez całe średniowiecze, powoli ulegając wpływom stylów zachodnich. Włoski poeta, Immanuel da Roma, żyjący na przełomie XIII i XIV wieku, wprowadził do literatury część cech renesansu (m.in. rozpowszechnienie sonetów). W wieku XVI język hebrajski uległ popularyzacji z uwagi na częste tłumaczenie tekstów biblijnych. W niedługo później literatura hebrajska zaczęła jednak chylić się ku upadkowi.
Ponowne odrodzenie języka i literatury nadeszło wraz z tzw. okresem haskali (żydowskiego Oświecenia) i założeniem takich czasopism, jak wydawany w Niemczech miesięcznik „Ha-Measef” (1784–1811). Bardzo ważną rolę w odnowie pełnił formujący się właśnie ruch syjonistyczny. Jedną z ważniejszych postaci z dziedziny literatury, działającą w okresie haskali, był M. Mendelsohn (założyciel wspomnianego miesięcznika), a także M. Ch. Luzzatto, który przyczynił się do odrodzenia poezji hebrajskiej.

#### Odrodzenie języka hebrajskiego
Jednym ze skutków rosnącego poczucia jedności narodu żydowskiego były poszukiwania mające na celu odrodzenie samego języka hebrajskiego – tego, którym posługiwano się w czasach starożytnych. Język starohebrajski zanikł około dwusetnego roku przed narodzinami Chrystusa. W rzeczywistości jednak Żydzi posługiwali się nim potajemnie – głównie podczas uroczystości religijnych.
Osobą, która przede wszystkim przyczyniła się do odrodzenia języka hebrajskiego, był Elizer Ben-Jehuda (1858-1922; od 1881 roku mieszkający w Palestynie) – twórca dwóch słowników języka hebrajskiego, kilku tomów siedemnastotomowego Słownika Starożytnego i Nowoczesnego Hebrajskiego (tworzonego przez dwa pokolenia w latach 1910–1959), a także tysięcy nowych słów nazywających te przedmioty, które nie były znane w starożytności. To z jego inicjatywy w 1890 roku założono Komitet Języka Hebrajskiego.
W roku 1910 w Palestynie doszło do demonstracji mających na celu zwrócenie uwagi tureckim władzom Palestyny na odrodzony język; demonstranci żądali przede wszystkim ustanowienia języka hebrajskiego jednym z języków urzędowych Palestyny. W istocie dokonali tego dopiero Brytyjczycy. W roku 1924 w Jerozolimie założono pierwszy Uniwersytet Hebrajski, języka zaczęto powszechnie nauczać w szkołach i stosować go w urzędach.
Dzisiaj język hebrajski zawiera około 120 tysięcy słów (w porównaniu do ponad ośmiu tysięcy w czasach starożytnych) i wciąż podlega rozwojowi, nad którym kontrolę sprawuje Akademia Języka Hebrajskiego.
Obecnie w literaturze Izraela odnajdujemy liczne elementy przepełnione niepokojem, co wynika w dużej mierze z burzliwej historii całego regionu państwa Izrael i narodu żydowskiego, a co stanowi oczywistą inspirację dla pisarzy i poetów nowych pokoleń.
Literatura oraz poziom znajomości dzieł literackich w Izraelu stoi na bardzo wysokim poziomie. Połowa obywateli czyta przeciętnie jedną książkę miesięcznie. Jak wynika z analiz wykonanych przez UNESCO mieszkańcy Izraela są – zaraz po Islandczykach – drugim społeczeństwem regularnie nabywającym książki. O zamiłowaniu do czytania świadczy także stosunkowo krótki czas między światową a lokalną premierą zagranicznych dzieł literackich.
Izrael może poszczycić się dotychczas jednym laureatem Nagrody Nobla w dziedzinie literatury – w roku 1966 zdobył go prozaik, Samuel Agnon (1887-1970).
Jednymi z bardziej popularnych pisarzy są – Amos Oz i Dawid Grossman.

#### Literatura polsko-żydowska
Literatura polsko-żydowska przeżywała swój rozkwit w okresie dwudziestolecia międzywojennego – szczególnie w pierwszej połowie lat trzydziestych (rok 1933 – powstanie licznych manifestów, m.in. R. Brandstaettera, A. Madlera i M. Szymela), niedługo przed gwałtownym końcem wraz z nadejściem wojny i Holocaustu.
Do najbardziej znanych pisarzy żydowskiego pochodzenia piszących po polsku należeli – J. Appenszlak, B. Zimmermann, A. Madler (proza), A. Eker, S. Pomer, R. Brandstaetter, M. Szymel (liryka – kierunek najlepiej rozwinięty). W swoich pracach pisarze bardzo identyfikowali się z kulturą żydowską, poruszając najczęściej tematy dotyczące narodu żydowskiego.
Z pism polsko-żydowskich należy wyróżnić czasopismo „Chwila” (1919-1930), „Nowy Dziennik” (1918–1939), „Nasz Przegląd” (1923-1939) oraz „Opinia” (1933-1939 – od 1935 roku wydawana pod nazwą „Nasza Opinia”).

#### Wydarzenia literackie
Wartym wspomnienia corocznym wydarzeniem odbywającym się w marcu, w Jerozolimie, są Międzynarodowe Targi Książki, w trakcie których przyznawana jest Nagroda Jerozolimska.
W czerwcu natomiast w tym samym mieście organizowane są targi pod hasłem Tydzień Książki Hebrajskiej, w trakcie których rozdawana jest Nagroda Sapira – najważniejsze wyróżnienie w tej dziedzinie kultury Izraela.

#### Przedstawiciele świata kultury

##### Poeci
| - Chajim Nachman Bialik - Natan Alterman - Uri-Cewi Grinberg - Saul Czernichowski - Abraham Szlonski - Lea Goldberg - Awraham Stern | - Jehuda Amichaj - Natan Zach - Dawid Awidan - Jona Wallach - Mahmud Darwisz - Dalia Rawikowicz |

##### Prozaicy
| - Samuel Agnon - Miriam Akavia - Aharon Appelfeld - Dawid Grossman - Etgar Keret - Ephraim Kishon - Ram Oren | - Amos Oz - Me’ir Szalew - Mosze Szamir - A.B. Jehoszua - Dan Calka - Ceruja Szalew |

#### Dzienniki
Izraelczycy są zapalonymi czytelnikami. Izraelskie gazety mają przeciętny nakład dzienny około sześciuset tysięcy egzemplarzy.
Główne dzienniki ukazują się w językach: hebrajskim, arabskim, angielskim i rosyjskim. Inne wychodzą we francuskim, polskim, jidysz, rosyjskim, węgierskim i niemieckim.
Najbardziej poczytnym dziennikiem w Izraelu jest „Ha-Arec” – najstarsza gazeta Izraela (założony w 1918) z nakładem 72 tysięcy egzemplarzy w dni powszednie i około stutysięcznym w weekendy.
Najpopularniejszym dziennikiem w Jerozolimie od wielu lat pozostaje „The Jerusalem Post” (założony w 1932 roku, jako „The Palestine Post”).
Zobacz też: Jedi’ot Acharonot

### Teatr i taniec
Spośród największych izraelskich teatrów należy wymienić: Narodowy Teatr Habima w Tel Awiwie, Teatr Ha-Kameri w Tel Awiwie, Teatr Beit Lessin w Tel Awiwie, Teatr Geszer w Jafie, Teatr Ha-Khan w Jerozolimie, Teatr w Hajfie i Teatr w Beer Szewie.
Dużą popularnością cieszą się w Izraelu tańce ludowe. W kraju działa także kilka grup zawodowego baletu i tańca nowoczesnego.

#### Festiwale teatralne i taneczne
W sierpniu organizowany jest w Jerozolimie – przeważnie w Ogrodach Dzwonu Wolności – Festiwal Teatrów Lalkowych. W październiku odbywa się Festiwal w Akce, poświęcony teatrowi alternatywnemu w Izraelu, w którym uczestniczy lokalna i zagraniczna awangarda..

### Muzyka
Izraelska muzyka zawiera w sobie silne wpływy diaspory żydowskiej, ale także nowoczesną kulturę azjatyckiego i arabskiego popu, izraelskiego hip-hopu i heavy metalu. W ostatnich latach największą popularnością cieszy się taneczna muzyka elektroniczna, przede wszystkim muzyka trance. Do najbardziej popularnych należą zwłaszcza podgatunki Goa oraz Psychedelic trance. Wielu wykonawców Goa i Psychedelic trance wywodzących się z Izraela zdobyło znaczącą popularność w Europie i Stanach Zjednoczonych. Należą do nich m.in. Borgore Astral Projection, Infected Mushroom, Astrix, Sesto Sento, Vibe Tribe, Ananda Shake.
Charakterystyczny dla kraju jest też – przeżywający tryumfy szczególnie w latach 70. – izraelski rock.
W latach dziewięćdziesiątych Izrael był największym producentem i zarazem konsumentem muzyki trance na świecie.

#### Festiwale muzyczne
W trakcie święta Pesach odbywa się w Jafie Festiwal Muzyczny. Natomiast w Tel Awiwie, przez całe lato ciągnie się Festiwal Plażowy, podczas którego organizowane są koncerty z udziałem lokalnych gwiazd rocka i projekcje filmowe. Podobnymi wydarzeniami są Noce Jafy oraz Festiwal Jazzowy w Ejlacie (tym razem z udziałem również zagranicznych wykonawców) – organizowane w lipcu i na przełomie lipca i sierpnia. Ciekawym wydarzeniem jest też Festiwal Klezmerów w Safedzie, podczas którego występy dają zespoły wykonujące tradycyjną muzykę Żydów aszkenazyjskich oraz Międzynarodowy Festiwal Chórów odbywający się 26 grudnia w Nazarecie.

### Malarstwo
Do lat 20. XX wieku malarstwo Izraela zdominowane było przez jerozolimską szkołę Akademii Bezalel – najstarszą szkołę malarską Izraela. Na obrazach pochodzących z tamtego okresu dostrzec można wymieszanie orientalnych pejzaży o często romantycznym nacechowaniu z utopijnymi wizjami społeczeństwa kreowanymi przez ruch syjonistyczny. Tego rodzaju malarstwu zaoponowała grupa młodych twórców, którzy swój styl zaczęli określać mianem „hebrajskiego” (styl szkoły Bezalel nazwali bowiem stylem „żydowskim”). Młodzi malarze postanowili ukazywać na płótnach codzienność Ziemi Świętej – sceny rodzajowe. Na stworzonych przez nich płótnach wyróżnić można kilka cech wspólnych dla stworzonego przez nich stylu: zastosowanie jaskrawych barw, mocne oświetlenie przedstawianych scen, a także arabskie motywy, mające za zadanie podkreślić orientalność kraju.
W latach 30. XX wieku obserwuje się bardzo duży wpływ na malarstwo ze strony środowisk imigrantów żydowskich, przybywających do Ziemi Świętej – w szczególności wpływ twórców francuskich (ekspresjoniści wywodzący się z Ecole de Paris). Tematyką ich obrazów również była otaczająca rzeczywistość, łącząca w sobie elementy świata żydowskiego z arabskim – do której jednak wkradł się pierwiastek mistyczny.
Lata 30. to także przybycie do Ziemi Świętej ekspresjonistów niemieckich masowo emigrujących z nazistowskich Niemiec. Rzeczywistość na ich obrazach zdaje się być już zniekształcona – wcale nie obiektywna, a głównym tematem płócien są górzyste okolice Jerozolimy i samo miasto. To właśnie niemieccy ekspresjoniści przez kilkanaście następnych lat zarządzali Akademią Malarstwa Bezalel.
II wojna światowa to dla zamieszkałych w Ziemi Świętej malarzy okres zerwania kontaktu z europejskim ośrodkiem kultury w Paryżu. Taka sytuacja sprawiła, że malarze rozpoczynający działalność właśnie w latach 40. zaczęli coraz bardziej zwracać się tematyką obrazowania w stronę kultury bliskowschodniej – sięgać do źródeł starożytnego malarstwa hebrajskiego i szeroko pojętej kultury czasów Mojżesza.
Rok 1948 i wojna o niepodległość miała równie silny wpływ na malarstwo żydowskie. To właśnie w roku 1948 powstała grupa „Nowe Horyzonty” – wiodąca prym w malarstwie Izraela przez ponad dziesięć lat. Jej członkowie łączyli w swoich pracach elementy ekspresjonizmu i abstrakcji. Biegnące dotąd jednym torem malarstwo podzieliło się na dwa kierunki: zwolennicy jednego trendu woleli ukazywać świat obiektywnie – przy użyciu chłodnych tonacji, zwolennicy drugiego kierunku posługiwali się symboliką i geometrią, wzorując swoje prace na pracach przedstawicieli dadaizmu.
Rok 1953 przyniósł dla świata artystycznego kolejne ważne wydarzenie – w Ejn Harod założono kolonię zrzeszającą wszystkich izraelskich twórców (wcześniej, w 1948 roku otwarto tam Muzeum Sztuki).
Lata 60. XX wieku to okres, w którym coraz wyraźniejsze stawały się głosy twórców nie identyfikujących się z grupą „Nowe Horyzonty”. W tym czasie powstały też pierwsze obrazy powiązane tematyką z okresem wojny i Holocaustem. Rozwinął się także surrealizm, który tryumfy święcił w następnej dekadzie.
Od lat 80. trudno wyróżnić główne kierunki w malarstwie Izraela. Kolejni twórcy albo poszukują swojego indywidualnego środka wyrazu, albo wzorują się na artystach minionych okresów. Jedynym wciąż obecnym i wspólnym dla wszystkich elementem na obrazach pozostaje motyw łączenia i przenikania się kultury Zachodu i Wschodu.

### Rzeźba
Izraelskie rzeźbiarstwo, jako indywidualna, narodowa gałąź sztuki Izraela, wykształciło się w latach 40. XX wieku. Wtedy to przedstawiciele rzeźbiarstwa – głównie pod wpływem ideologii syjonistów – zaczęli szeroko interesować się historią Ziemi Świętej oraz kulturą społeczeństw, zamieszkujących te tereny na przestrzeni tysięcy lat. Za przykład takiej fascynacji posłużyć może np. posąg asyryjskiego króla Nimroda, wykonany w czerwonym piaskowcu, autorstwa Yitzhaka Danzigera. W rzeźbie ukazywano jednak także sceny rodzajowe – podobnie, jak w malarstwie (pasterze pilnujący owiec, obozowiska Beduinów).
Lata 50. XX wieku zapisały się w izraelskim rzeźbiarstwie, jako okres rozwoju abstrakcji i monumentalizmu. Oprócz dostępnego powszechnie kamienia twórcy zaczęli w swoich dziełach stosować także szlachetną stal i żelazo.
Kolejne dziesięciolecie to czas oddawania hołdu i czci poległym na frontach wielu wojen żołnierzom izraelskim w formie monumentalnych pomników ukazujących sceny zbiorowe (pomnik Brygady Negew w Beer Szewa autorstwa Dani Karawana czy pomnik marynarzy w Achziw autorstwa Yehiela Shemi).
Następne lata to epoka poszukiwania indywidualnego środka wyrazu przez poszczególnych artystów (częste interpretacje sytuacji politycznej, sceny z życia codziennego; częsty symbolizm i abstrakcja), z których wielu wybiło się na arenę międzynarodową.

### Film
Rozwój izraelskiej kinematografii przypada na lata 50. XX wieku. W kinach pojawiły się wówczas interesujące produkcje grupy „HaGashash HaHiver”, w skład której wchodzili reżyserzy: Ephraim Kishon, Boaz Dawidson i Menahem Golan oraz aktorzy: Gila Almagor, Jehuda Barkan, Chaim Topol i Szaike Ofir.

#### Festiwale filmowe
Jednym z ważniejszych, corocznie odbywających się, wydarzeń filmowych w Izraelu jest przypadający na początek lipca Festiwal Filmów w jerozolimskim „Cinematheque”, podczas którego prezentowane są nowe produkcje zarówno izraelskich, jak i zagranicznych reżyserów.

## Muzea
W Izraelu istnieje ponad dwieście muzeów, które odwiedza w przybliżeniu milion gości rocznie.
Najważniejsze muzea w Jerozolimie:
| - Muzeum Izraela - Muzeum Rockefellera we Wschodniej Jerozolimie - Dom Ticho | - Instytut Sztuki Islamskiej - Cytadela Dawida Muzeum Historii Jerozolimy - Jad Waszem Muzeum Holocaustu |

Najważniejsze muzea w Tel Awiwie:
| - Muzeum Sztuki w Tel Awiwie - Muzeum Ziemi Izraela blisko Ramat Aviv | - Muzeum Diaspory - Muzeum Historii Tel Awiwu |

Najważniejsze muzea w Hajfie:
| - Muzeum Hajfy - Muzeum Sztuki Japońskiej Tikotin - Narodowe Muzeum Morskie | - Muzeum Hecht - Narodowe Muzeum Techniki - Muzeum Kolejnictwa |